# المراجعة الحادية عشرة للتصنيف الدولي للأمراض
المراجعة الحادية عشرة للتصنيف الدولي للأمراض (يرمز لها اختصاراً ICD-11) هي المراجعة الحادية عشرة للتصنيف الدولي للأمراض. تحل محل المراجعة العاشرة للتصنيف الدولي للأمراض (ICD-10) كمعيار عالمي لتسجيل المعلومات الصحية وأسباب الوفاة. يُطور التصنيف الدولي للأمراض ويُحدث سنويًا بواسطة منظمة الصحة العالمية (WHO). بدأ تطوير التصنيف الدولي للأمراض (ICD-11) في عام 2007 واستغرق أكثر من عقد من العمل، بمشاركة أكثر من 300 متخصص من 55 دولة مقسمين إلى 30 مجموعة عمل، مع 10000 اقتراح إضافي من أشخاص من جميع أنحاء العالم. بعد إصدار نسخة ألفا في مايو 2011 ومسودة تجريبية في مايو 2012، اُصدرت نسخة مستقرة من التصنيف الدولي للأمراض (ICD-11) في 18 يونيو 2018، واُعتمد رسميًا من قبل جميع أعضاء منظمة الصحة العالمية خلال جمعية الصحة العالمية الثانية والسبعين في 25 مايو 2019.
يُعد التصنيف الدولي للأمراض (ICD-11) أنطولوجية كبيرة تتكون من حوالي 85000 كيان، تُسمى أيضًا فئات أو عقد. يمكن أن يكون الكيان أي شيء ذي صلة بالرعاية الصحية. عادةً ما يمثل مرضًا أو عاملًا مُمرضًا، ولكنه قد يكون أيضًا عرضًا معزولًا أو شذوذًا (نموًا) في الجسم. توجد أيضًا فئات لأسباب الاتصال بالخدمات الصحية، والظروف الاجتماعية للمريض، والأسباب الخارجية للإصابة أو الوفاة. يُعد التصنيف الدولي للأمراض (ICD-11) جزءًا من منظومة التصنيفات الطبية لمنظمة الصحة العالمية (WHO-FIC). تحتوي منظومة التصنيفات الطبية لمنظمة الصحة العالمية على المكون الأساسي، الذي يضم جميع كيانات جميع التصنيفات التي أقرتها منظمة الصحة العالمية. الأساس هو النواة المشتركة التي تُشتق منها جميع التصنيفات. على سبيل المثال، التصنيف الدولي للأمراض الخاص بالأورام (ICD-O) هو تصنيف مشتق مُحسّن للاستخدام في علم الأورام. يُسمى المشتق الأساسي من الأساس "التصنيف الدولي للأمراض 11 - إحصائيات الوفيات والمراضة" (ICD-11 MMS)، وهو هذا النظام الذي يُشار إليه عادةً ببساطة باسم "التصنيف الدولي للأمراض 11". يشير مصطلح MMS إلى إحصائيات الوفيات والمراضة. يُوزع التصنيف الدولي للأمراض (ICD-11) بموجب ترخيص رخص المشاع الإبداعي BY-ND.
دخل التصنيف الدولي للأمراض (ICD-11) حيز التنفيذ رسميًا في 1 يناير 2022. في فبراير 2022، ذكرت منظمة الصحة العالمية أن 35 دولة تستخدم التصنيف الدولي للأمراض (ICD-11) بنشاط. في 14 فبراير 2023، أفادت أن 64 دولة "في مراحل مختلفة من تنفيذ التصنيف الدولي للأمراض (ICD-11)". وفقًا لمقال في دورية جاما من يوليو 2023، فإن التنفيذ في الولايات المتحدة سيتطلب على الأقل 4 إلى 5 سنوات.
يمكن الاطلاع على التصنيف الدولي للأمراض 11 - إحصائيات الوفيات والمراضة عبر الإنترنت على موقع منظمة الصحة العالمية. بالإضافة إلى ذلك، يقدم الموقع منصتين للصيانة: منصة صيانة التصنيف الدولي للأمراض (ICD-11)، ومنصة صيانة الأساس لمنظومة التصنيفات الطبية لمنظمة الصحة العالمية. يمكن للمستخدمين تقديم اقتراحات قائمة على الأدلة لتحسين منظومة التصنيفات الطبية لمنظمة الصحة العالمية، أي التصنيف الدولي للأمراض (ICD-11)، والتصنيف الدولي لتأدية الوظائف والعجز والصحة (ICF)، والتصنيف الدولي للتدخلات الصحية (ICHI).

## البنية

### منظمة الصحة العالمية - مجموعة التصنيفات الدولية
تُعد مجموعة التصنيفات الدولية لمنظمة الصحة العالمية (WHO-FIC)، وتُسمى أيضًا عائلة منظمة الصحة العالمية، مجموعة من التصنيفات المستخدمة لوصف جوانب مختلفة من نظام الرعاية الصحية بطريقة متسقة، مع مصطلحات موحدة. يُكتب الاختصار بوجود أو بدون واصلة ("WHO-FIC" أو "WHOFIC"). تتكون مجموعة التصنيفات الدولية لمنظمة الصحة العالمية من أربعة مكونات: مؤسسة مجموعة التصنيفات الدولية لمنظمة الصحة العالمية، والتصنيفات المرجعية، والتصنيفات المشتقة، والتصنيفات ذات الصلة. تمثل مؤسسة مجموعة التصنيفات الدولية لمنظمة الصحة العالمية، وتُسمى أيضًا المكون الأساسي، عالم مجموعة التصنيفات الدولية لمنظمة الصحة العالمية بأكمله. وهي عبارة عن مجموعة تضم أكثر من مائة ألف كيان، تُسمى أيضًا فئات أو عقد. الكيانات هي أي شيء ذي صلة بالرعاية الصحية. تُستخدم لوصف الأمراض والاضطرابات وأجزاء الجسم ووظائف الجسم وأسباب الزيارة والإجراءات الطبية والميكروبات وأسباب الوفاة والظروف الاجتماعية للمريض وغير ذلك الكثير.
يُعد المكون الأساسي مجموعة متعددة الأبعاد من الكيانات. يمكن أن يكون للكيان الواحد آباء وأبناء متعددون. على سبيل المثال، يمكن تصنيف ذات الرئة على أنه عدوى في الرئة، ولكن أيضًا كعدوى بكتيرية أو فيروسية (أي حسب الموقع أو حسب المسبب). وبالتالي، فإن العقدة "ذات الرئة" (معرّف الكيان: 142052508) لها أبوان: "التهابات الرئة" (معرّف الكيان: 915779102) و"بعض الأمراض المعدية أو الطفيلية" (معرّف الكيان: 1435254666). وللعقدة "الالتهاب الرئوي" بدورها أبناء مختلفون، بما في ذلك "الالتهاب الرئوي البكتيري" (معرّف الكيان: 1323682030) و "الالتهاب الرئوي الفيروسي" (معرّف الكيان: 1024154490).
يُعد المكون الأساسي النواة المشتركة التي تقوم عليها جميع التصنيفات المرجعية والمشتقة. تحتوي مجموعة التصنيفات الدولية لمنظمة الصحة العالمية على ثلاثة تصنيفات مرجعية: التصنيف الدولي للأمراض 11 - نظام الترميز الطبي (انظر أدناه)، والتصنيف الدولي لتأدية الوظائف والعجز والصحة (ICF)، والتصنيف الدولي للتدخلات الصحية (ICHI). تعتمد التصنيفات المشتقة على التصنيفات المرجعية الثلاثة، وعادةً ما تُصمم لتخصص معين. على سبيل المثال، يُعد التصنيف الدولي للأمراض الخاص بالأورام (ICD-O) تصنيفًا مشتقًا يُستخدم في علم الأورام. لكل عقدة من العقد الأساسية معرّف كيان فريد، يظل كما هو في جميع التصنيفات المرجعية والمشتقة، مما يضمن الاتساق. التصنيفات ذات الصلة هي تصنيفات تكميلية، وتغطي مجالات تخصصية لا تُتناول في أماكن أخرى في مجموعة التصنيفات الدولية لمنظمة الصحة العالمية. على سبيل المثال، يعتمد التصنيف الدولي لممارسة التمريض (ICNP) على مصطلحات من المكون الأساسي، ولكنه يستخدم أيضًا مصطلحات خاصة بالتمريض لا توجد في المكون الأساسي.
يمكن تمثيل التصنيف كقائمة جدولية، وهي عبارة عن شجرة هرمية "مسطحة" من الفئات. في هذه الشجرة، يمكن أن يكون لجميع الكيانات أب واحد فقط، وبالتالي يجب أن تكون حصرية بشكل متبادل لبعضها البعض. يُسمى هذا التصنيف أيضًا بالتخطيط الخطي.

### التصنيف الدولي للأمراض 11 - إحصاءات الوفيات والمراضة
يُعد التصنيف الدولي للأمراض 11-إحصاءات الوفيات والمراضة (ICD-11 MMS) التصنيف المرجعي الرئيسي لمنظمة الصحة العالمية-مركز التصنيف الدولي للأمراض، وهو الترتيب الخطي الأساسي للمكون التأسيسي. يُشار إلى التصنيف الدولي للأمراض 11-إحصاءات الوفيات والمراضة ببساطة باسم "التصنيف الدولي للأمراض 11". أُضيفت الأحرف "MMS" لتمييز كيانات التصنيف الدولي للأمراض 11 في المكون التأسيسي عن تلك الموجودة في التصنيف. لا يحتوي التصنيف الدولي للأمراض 11-إحصاءات الوفيات والمراضة على جميع الفئات من المكون التأسيسي للتصنيف الدولي للأمراض 11، كما يُضيف بعض الفئات من التصنيف الدولي لتأدية الوظائف والعجز والصحة (ICF). يرمز MMS إلى إحصاءات الوفيات والمراضة (Mortality and Morbidity Statistics). تُكتب الأحرف المختصرة بشكل مختلف مع أو بدون واصلة بين 11 وMMS ("ICD-11 MMS" أو "ICD-11-MMS").
يتكون التصنيف الدولي للأمراض 11-إحصاءات الوفيات والمراضة من حوالي 85000 كيان. يمكن أن تكون الكيانات فصولًا أو مجموعات أو فئات. الفصل هو كيان من المستوى الأعلى في التسلسل الهرمي؛ تحتوي إحصاءات الوفيات والمراضة على 28 منها (انظر قسم الفصول أدناه). تُستخدم المجموعة لتجميع الفئات أو المجموعات ذات الصلة معًا. يمكن أن تكون الفئة أي شيء ذي صلة بالرعاية الصحية. لكل فئة رمز أبجدي رقمي فريد يسمى رمز التصنيف الدولي للأمراض 11، أو ببساطة رمز ICD. لا تحتوي الفصول والمجموعات أبدًا على رموز التصنيف الدولي للأمراض 11، وبالتالي لا يمكن تشخيصها. رمز التصنيف الدولي للأمراض 11 لا يساوي مُعرّف الكيان.
يتخذ التصنيف الدولي للأمراض 11-إحصاءات الوفيات والمراضة شكل شجرة هرمية "مسطحة". كما ذُكر سابقًا، يمكن أن يكون للكيانات في هذا الترتيب الخطي أصل واحد فقط، وبالتالي يجب أن تكون حصرية بشكل متبادل لبعضها البعض. للتعويض عن هذا القيد، يحتوي التسلسل الهرمي لإحصاءات الوفيات والمراضة على عقد رمادية. تظهر هذه العقد كأبناء في التسلسل الهرمي، ولكنها في الواقع لها عقدة أصل مختلفة. إنها تنتمي في الأصل إلى مجموعة أو فصل مختلف، ولكنها مذكورة أيضًا في مكان آخر بسبب التداخل. على سبيل المثال، ذات الرئة (CA40) له اصلان في المكون التأسيسي: "التهابات الرئة" (الموقع) و "بعض الأمراض المعدية أو الطفيلية" (المسبب). في إحصاءات الوفيات والمراضة، تُصنف ذات الرئة في "التهابات الرئة"، مع عقدة رمادية في "بعض الأمراض المعدية أو الطفيلية". وينطبق الشيء نفسه على الإصابات والتسممات والأورام الشائعة والشذوذات النمائية، التي يمكن أن تحدث في أي جزء من الجسم تقريبًا. لكل منها فصولها الخاصة، ولكن فئاتها تحتوي أيضًا على عقد رمادية في فصول الأعضاء التي تؤثر عليها. على سبيل المثال، سرطانات الدم، بما في ذلك جميع أشكال سرطان الدم، موجودة في فصل "الأورام"، ولكنها معروضة أيضًا كعقد رمادية في فصل "أمراض الدم أو الأعضاء المكونة للدم". يتضمن الترتيب الخطي نوعًا رابعًا من الكيانات يسمى "النوافذ": غرضها، على غرار المجموعات، هو تجميع الفئات الأخرى، ولكن، على عكس المجموعات، فإنها تُجمِّع فقط الكيانات الموجودة في مكان آخر في التصنيف، مما يعني أن الأبناء الوحيدين هم عقد رمادية.
يحتوي التصنيف الدولي للأمراض 11-إحصاءات الوفيات والمراضة أيضًا على فئات متبقية، أو عقد متبقية. هذه هي فئات "أخرى محددة" و"غير محددة". يمكن استخدام الفئة الأولى لترميز الحالات التي لا تتناسب مع أي من كيانات إحصاءات الوفيات والمراضة الأكثر تحديدًا، ويمكن استخدام الفئة الثانية عند تعذر توفر المعلومات الضرورية في الوثائق المصدرية. يُنصح الدليل المرجعي للتصنيف الدولي للأمراض 11 بأن يهدف العاملون في مجال الرعاية الصحية دائمًا إلى تضمين المستوى الأكثر تحديدًا من التفاصيل الممكنة، إما برمز واحد أو رموز متعددة. في متصفح التصنيف الدولي للأمراض 11، تُعرض العقد المتبقية باللون الأحمر الداكن. الفئات المتبقية ليست في المكون التأسيسي، وبالتالي ليس لديها مُعرّف كيان. وبالتالي، في إحصاءات الوفيات والمراضة، هي الفئات الوحيدة التي لها مُعرّفات كيانات مشتقة: مُعرّفاتها هي نفسها عقد الأصل الخاصة بها، مع إضافة "/أخرى" أو "/غير محددة" في النهاية. تنتهي رموز ICD الخاصة بها دائمًا بـ Y لفئات "أخرى محددة"، أو Z لفئات "غير محددة" (مثل 1C4Y و1C4Z).

### المعلوماتية الصحية
يمكن الوصول إلى التصنيف الدولي للأمراض 11، كلاً من الأساس وإحصاءات الوفيات والمراضة، باستخدام واجهة برمجة تطبيقات رست متعددة اللغات. يمكن العثور على وثائق حول واجهة برمجة تطبيقات التصنيف الدولي للأمراض وبعض الأدوات الإضافية للتكامل في تطبيقات الطرف الثالث في الصفحة الرئيسية لواجهة برمجة تطبيقات التصنيف الدولي للأمراض.
أصدرت منظمة الصحة العالمية جداول بيانات يمكن استخدامها لربط وتحويل رموز التصنيف الدولي للأمراض 10 إلى رموز التصنيف الدولي للأمراض 11. ويمكن تنزيلها من متصفح إحصاءات الوفيات والمراضة للتصنيف الدولي للأمراض 11. في عام 2017، أعلنت منظمة سنوميد الدولية عن خطط لإصدار خريطة من سنوميد سي تي إلى إحصاءات الوفيات والمراضة للتصنيف الدولي للأمراض 11.
يُحدث الأساس للتصنيف الدولي للأمراض 11، وبالتالي إحصاءات الوفيات والمراضة، سنويًا، على غرار التصنيف الدولي للأمراض 10. بعد الإصدار الأولي لنسخة مستقرة في 18 يونيو 2018، تلقى الأساس وإحصاءات الوفيات والمراضة ستة تحديثات اعتبارًا من فبراير 2024.

## الفصول
يوجد أدناه جدولٌ بجميع فصول التصنيف الدولي للأمراض 11-إحصاءات الوفيات والمراضة، وهو الترتيب الخطي الأساسي للمكون التأسيسي.
| #  | النطاق    | الفصل                                      | #  | النطاق      | الفصل                                                              |
| -- | --------- | ------------------------------------------ | -- | ----------- | ------------------------------------------------------------------ |
| 1  | 1A00-1H0Z | بعض الأمراض المعدية أو الطفيلية            | 15 | FA00-FC0Z   | أمراض النظام العضلي الهيكلي أو الأنسجة الضامة                      |
| 2  | 2A00-2F9Z | الأورام                                    | 16 | GA00-GC8Z   | أمراض النظام البولي التناسلي                                       |
| 3  | 3A00-3C0Z | أمراض الدم أو الأعضاء المكونة للدم         | 17 | HA00-HA8Z   | الشروط المتعلقة بالصحة الجنسية                                     |
| 4  | 4A00-4B4Z | أمراض الجهاز المناعي                       | 18 | JA00-JB6Z   | الحمل أو الولادة أو النفاس                                         |
| 5  | 5A00-5D46 | أمراض الغدد الصماء أو التغذية أو الاستقلاب | 19 | KA00-KD5Z   | بعض الحالات التي نشأت في الفترة المُحِيطة بالولادة                   |
| 6  | 6A00-6E8Z | اضطرابات عقلية أو سلوكية أو عصبية تطورية   | 20 | LA00-LD9Z   | تشوهات النمو                                                       |
| 7  | 7A00-7B2Z | اضطرابات النوم واليقظة                     | 21 | MA00-MH2Y   | الأعراض أو العلامات أو النتائج السريرية، غير المصنفة في أماكن أخرى |
| 8  | 8A00-8E7Z | أمراض الجهاز العصبي                        | 22 | NA00-NF2Z   | الإصابات أو التسمم أو بعض العواقب الأخرى الناجمة عن أسباب خارجية   |
| 9  | 9A00-9E1Z | أمراض الجهاز البصري                        | 23 | PA00-PL2Z   | الأسباب الخارجية للمراضة أو الوفيات                                |
| 10 | AA00-AC0Z | أمراض الأذن أو الناتئ الخشائي              | 24 | QA00-QF4Z   | العوامل التي تؤثر على حالة الصحة أو الاتصال بالخدمات الصحية        |
| 11 | BA00-BE2Z | أمراض الجهاز الدموي                        | 25 | RA00-RA26   | رموز للأغراض الخاصة                                                |
| 12 | CA00-CB7Z | أمراض الجهاز التنفسي                       | 26 | SA00-SJ3Z   | الفصل التكميلي حالات الطب التقليدي - الوحدة الأولى                 |
| 13 | DA00-DE2Z | أمراض الجهاز الهضمي                        | 27 | VA00-VC50   | القسم التكميلي لتقييم الأداء                                       |
| 14 | EA00–EM0Z | أمراض الجلد                                | 28 | XA0060–XY9U | رموز التمديد                                                       |

على عكس رموز التصنيف الدولي للأمراض 10، لا تحتوي رموز التصنيف الدولي للأمراض 11-إحصاءات الوفيات والمراضة مطلقًا على الحرفين I أو O، لمنع الخلط بينهما وبين الرقمين 1 و0.

## التغييرات
فيما يلي ملخص للتغييرات الملحوظة في التصنيف الدولي للأمراض11-إحصاءات الوفيات والمراضة مقارنة بالتصنيف الدولي للأمراض-10.

### عام
يتميز التصنيف الدولي للأمراض11-إحصاءات الوفيات والمراضة بهيكل ترميز أكثر مرونة. في التصنيف الدولي للأمراض-10؛ يبدأ كل رمز بحرف، يليه رقم مكون من رقمين (على سبيل المثال P35) - مما يخلق 99 خانة، باستثناء الفئات الفرعية والمجموعات. ثبت أن هذا كافيًا لمعظم الفصول، لكن أربعة فصول ضخمة جدًا لدرجة أن فئاتها تمتد إلى أحرف متعددة: الفصل الأول (A00-B99)، والفصل الثاني (C00.0-D48.9)، والفصل التاسع عشر (S00-T98)، والفصل العشرون (V01-Y98). في التصنيف الدولي للأمراض11 -إحصاءات الوفيات والمراضة، يوجد حرف أول واحد لكل فصل. تبدأ رموز الفصول التسعة الأولى بالأرقام من 1 إلى 9، بينما تبدأ الفصول التسعة عشر التالية بالأحرف من A إلى X. لا يُستخدم الحرفين I وO، لمنع الخلط بينهما وبين الرقمين 1 و0. يتبع حرف الفصل بعد ذلك حرف ورقم وحرف رابع يبدأ كرقم (0-9، على سبيل المثال KA80) وقد يستمر بعد ذلك كحرف (A-Z، على سبيل المثال KA8A). اختارت منظمة الصحة العالمية رقمًا إجباريًا كحرف ثالث لمنع تهجئة "كلمات غير مرغوب فيها". في التصنيف الدولي للأمراض-10، كل كيان داخل فصل ما إما أن يكون له رمز (على سبيل المثال P35) أو نطاق رمز (على سبيل المثال P35-P39). هذا الأخير هو مجموعة. في التصنيف الدولي للأمراض11-إحصاءات الوفيات والمراضة، لا تحتوي المجموعات أبدًا على رموز، وليس كل كيان بالضرورة رمزًا، على الرغم من أن لكل كيان معرفًا فريدًا.
في التصنيف الدولي للأمراض-10، يُشار إلى المستوى التالي من التسلسل الهرمي في الرمز بنقطة ورقم واحد (على سبيل المثال P35.2). هذا هو أدنى مستوى متاح في التسلسل الهرمي للتصنيف الدولي للأمراض-10، مما يتسبب في تقييد مصطنع لـ 10 فئات فرعية لكل رمز (.0 إلى .9). في التصنيف الدولي للأمراض11-إحصاءات الوفيات والمراضة، لم يعد هذا القيد موجودًا: بعد 0-9، قد تستمر القائمة بـ A-Z (على سبيل المثال KA62.0 - KA62.A). ثم، بعد الحرف الأول بعد النقطة، يمكن استخدام حرف ثانٍ في المستوى التالي من التسلسل الهرمي (على سبيل المثال KA40.00 - KA40.08). هذا المستوى هو حاليًا الأدنى الذي يظهر في إحصاءات الوفيات والمراضة. تسمح كمية مساحة الترميز غير المستخدمة الكبيرة في إحصاءات الوفيات والمراضة بإجراء تحديثات دون الحاجة إلى تغيير الفئات الأخرى، مما يضمن بقاء الرموز ثابتة.
يتميز التصنيف الدولي للأمراض-11 بخمسة فصول جديدة. قُسم الفصل الثالث من التصنيف الدولي للأمراض-10، "أمراض الدم والأعضاء المكونة للدم واضطرابات معينة تشمل آلية المناعة"، إلى فصلين: "أمراض الدم أو الأعضاء المكونة للدم" (الفصل 3) و"أمراض الجهاز المناعي" (الفصل 4). الفصول الجديدة الأخرى هي "اضطرابات النوم والاستيقاظ" (الفصل 7)، و"الحالات المتعلقة بالصحة الجنسية" (الفصل 17، انظر القسم)، و"الفصل التكميلي لأحوال الطب التقليدي - الوحدة الأولى" (الفصل 26، انظر القسم).

### الاضطرابات العقلية

#### نظرة عامة
اُضيفت الاضطرابات النفسية التالية حديثًا إلى التصنيف الدولي للأمراض-11، ولكنها كانت مُدرجة بالفعل في التكيف الأمريكي للتصنيف الدولي للأمراض-10-التعديل السريري: اضطراب نهم الطعام (التصنيف الدولي للأمراض-11: 6B82؛ التصنيف الدولي للأمراض-10-التعديل السريري: F50.81)، اضطراب ثنائي القطب من النوع الثاني (التصنيف الدولي للأمراض-11: 6A61؛ التصنيف الدولي للأمراض-10-التعديل السريري: F31.81)، اضطراب التشوه الجسمي (التصنيف الدولي للأمراض-11: 6B21؛ التصنيف الدولي للأمراض-10-التعديل السريري: F45.22)، التسحج العصبي (التصنيف الدولي للأمراض-11: 6B25.1؛ التصنيف الدولي للأمراض-10-التعديل السريري: F42.4)، اضطراب التحرشية (التصنيف الدولي للأمراض-11: 6D34؛ التصنيف الدولي للأمراض-10-التعديل السريري: F65.81)، اضطراب الاكتناز (التصنيف الدولي للأمراض-11: 6B24؛ التصنيف الدولي للأمراض-10-التعديل السريري: F42.3)، والاضطراب الانفجاري المتقطع (التصنيف الدولي للأمراض-11: 6C73؛ التصنيف الدولي للأمراض-10-التعديل السريري: F63.81).
اُضيفت الاضطرابات النفسية التالية حديثًا إلى التصنيف الدولي للأمراض-11، وهي غير موجودة في التصنيف الدولي للأمراض-10-التعديل السريري: اضطراب تناول الطعام الاجتنابي أو المحدد (6B83)، متلازمة نزاهة الهوية الجسدية (6C21)، شذوذ الحركة (486722075)، اضطراب الكرب التالي للصدمة المعقد (6B41)، إدمان ألعاب الفيديو (6C51)، المتلازمة التحويلية الشمية (6B22)، واضطراب الحزن المطول (6B42).
تشمل التغييرات الملحوظة الأخرى ما يلي:
- دُمجت اضطرابات الشخصية المتميزة في تشخيص واحد لاضطراب الشخصية، باستخدام نموذج بُعدي (بدلاً من نموذج فئوي)؛ انظر قسم اضطرابات الشخصية.
- اُزيلت جميع الأنواع الفرعية للفصام (مثل البارانويدي، والفصام الفندي، وشذوذ الحركة). بدلاً من ذلك، اُستخدم نموذج بُعدي مع فئة المظاهر العرضية للاضطرابات الذهانية الأولية (6A25)، والذي يسمح بترميز الأعراض الإيجابية (6A25.0)، والأعراض السلبية (6A25.1)، والأعراض الاكتئابية (6A25.2)، والأعراض الهوسية (6A25.3)، والأعراض النفسية الحركية (6A25.4)، والأعراض المعرفية (6A25.5).
- حُذفت اضطرابات المزاج المستمرة (F34)، والتي تتكون من دوروية المزاج (F34.0) والاكتئاب الجزئي(F34.1). صُنفت دوروية المزاج تحت الاضطرابات ثنائية القطب وما يتصل بها (6A62)، بينما صُنف الاكتئاب الجزئي تحت اضطرابات الاكتئاب (6A72).
- يميز التصنيف الدولي للأمراض-10 بين اضطرابات القلق الرهابي (F40)، مثل رهاب الخلاء (F40.0)، واضطرابات القلق الأخرى (F41)، مثل اضطراب القلق العام (F41.1). يدمج التصنيف الدولي للأمراض-11 كلتا المجموعتين معًا كاضطرابات القلق أو الخوف (1336943699).
- دُمجت جميع اضطرابات النمائية الشاملة (F84) في فئة واحدة، اضطراب طيف التوحد (6A02)، باستثناء متلازمة ريت، التي نُقلت إلى فصل تشوهات النمو (LD90.4).
- اُعيدت تسمية الاضطرابات الحركية المفرطة (F90) إلى اضطراب نقص الانتباه مع فرط النشاط (6A05)، ومُيز بين الأنواع الفرعية بين اضطراب فرط النشاط ونقص الانتباه (6A05.0)، والغالبة التي تعاني من فرط النشاط والاندفاع (6A05.1)، والمُجتمعة (6A05.2). اُزيل اضطراب السلوك الحركي المفرط (F90.1).

- نُقل التفاعل الحاد للكرب (F43.0) من فصل الاضطراب النفسي، ووُضع في فصل "العوامل المؤثرة في الحالة الصحية أو الاتصال بالخدمات الصحية" (QE84). وبالتالي، في التصنيف الدولي للأمراض-11، لم يعد التفاعل الحاد للكرب اضطرابًا نفسيًا.[31]

#### التصنيف الدولي للأمراض-11 الأوصاف السريرية ومتطلبات التشخيص
بعد عملية مراجعة شاملة استمرت لسنوات، وشارك فيها ما يقرب من 15000 طبيب من 155 دولة، وضعت منظمة الصحة العالمية ICD-11 CDDG (الأوصاف السريرية والمبادئ التوجيهية التشخيصية)،والتي أعيد تسميتها لاحقًا إلى ICD-11 CDDR (الأوصاف السريرية ومتطلبات التشخيص).يُعدّ CDDR دليلًا تشخيصيًا شاملًا لتحديد وقياس الأمراض العقلية بمصطلحات موحدة، على غرار الدليل التشخيصي والإحصائي للاضطرابات النفسية DSM-5. طُورت الأوصاف السريرية ومتطلبات التشخيص في نفس الوقت تقريبًا مع الدليل التشخيصي والإحصائي للاضطرابات النفسية، واجتمعت مجموعات العمل في كلا المشروعين بانتظام لمناقشة جهودهم. يتشابه الاثنان ولكنهما ليسا متطابقين. تُعدّ الأوصاف السريرية ومتطلبات التشخيص خلفًا للتصنيف الدولي للأمراض-10 الأوصاف السريرية والمبادئ التوجيهية التشخيصية، التي اُصدرت لأول مرة في عام 1992 وكان تُعرف أيضًا باسم "الكتاب الأزرق". دُمجت الأوصاف السريرية ومتطلبات التشخيص في التصنيف الدولي للأمراض-11، ويمكن عرضها في متصفح التصنيف الدولي للأمراض-11. في 8 مارس 2024، اُصدرت الأوصاف السريرية والمبادئ التوجيهية التشخيصية أيضًا في شكل كتاب. ويمكن تنزيلها مجانًا من موقع منظمة الصحة العالمية.

#### اضطراب الشخصية
جُدد قسم اضطراب الشخصية (PD) بالكامل. دُمجت جميع اضطرابات الشخصية المتميزة في اضطراب واحد: اضطراب الشخصية (6D10)، والذي يمكن ترميزه على أنه خفيف (6D10.0)، أو متوسط (6D10.1)، أو شديد (6D10.2)، أو غير محدد الشدة (6D10.Z). توجد أيضًا فئة إضافية تسمى صعوبة الشخصية (QE50.7)، والتي يمكن استخدامها لوصف سمات الشخصية التي تسبب مشكلات، ولكنها لا ترتقي إلى مستوى اضطراب الشخصية. يمكن تحديد اضطراب الشخصية أو صعوبتها بواحدة أو أكثر من سمات أو أنماط الشخصية البارزة (6D11). يستخدم التصنيف الدولي للأمراض-11 خمسة مجالات للسمات: (1) العاطفة السلبية (6D11.0)؛ (2) الانفصال (6D11.1)، (3) اللااجتماعية (6D11.2)، (4) إزالة التثبيط (6D11.3)، و(5) الوسواس القهري (6D11.4). المُدرج مباشرةً أدناه هو النمط الحدّي (6D11.5)، وهي فئة مشابهة لاضطراب الشخصية الحدية. هذه ليست سمة بحد ذاتها، ولكنها مزيج من السمات الخمس بدرجة معينة من الشدة.
يُوصَف بأنه مُعادل سريري لنموذج الخمسة الكبار، يُعالج نظام السمات الخمس العديد من مشاكل النظام القائم على الفئات القديم. من بين العشرة اضطرابات شخصية في التصنيف الدولي للأمراض-10، اُستخدم اثنين بتردد عالٍ بشكل غير متناسب: اضطراب الشخصية غير المستقر عاطفياً، النمط الحدي (F60.3) واضطراب الشخصية المعادية للمجتمع (المضادة للمجتمع) (F60.2). تداخلت العديد من الفئات، وغالبًا ما استوفى الأفراد الذين يعانون من اضطرابات شديدة متطلبات اضطرابات شخصية متعددة، وهو ما وصفه ريد وآخرون (2019) بأنه "اعتلال مشترك مصطنع". لذلك، اُعيد تصور اضطراب الشخصية من حيث بُعد عام للشدة، مع التركيز على خمس سمات شخصية سلبية يمكن أن يمتلكها الشخص بدرجات متفاوتة.
كان هناك جدل كبير حول هذا النموذج البُعدي الجديد، حيث اعتقد الكثيرون أنه لا ينبغي التخلي عن التشخيص الفئوي. على وجه الخصوص، كان هناك خلاف حول حالة اضطراب الشخصية الحدية. كتب ريد (2018): "تشير بعض الأبحاث إلى أن اضطراب الشخصية الحدية ليس فئة صحيحة مستقلة، ولكنه بالأحرى علامة غير متجانسة لشدة اضطراب الشخصية. يرى باحثون آخرون أن اضطراب الشخصية الحدية كيان سريري صحيح ومتميز، ويدعون أن 50 عامًا من البحث تدعم صحة الفئة. يبدو أن العديد من الأطباء - وإن لم يكن جميعهم - متوافقون مع الموقف الأخير. في غياب بيانات أكثر تحديدًا، يبدو أنه لم يكن هناك أمل كبير في استيعاب وجهات النظر المتعارضة هذه. ومع ذلك، أخذت منظمة الصحة العالمية على محمل الجد المخاوف التي تُعبر عنها من أن الوصول إلى الخدمات للمرضى الذين يعانون من اضطراب الشخصية الحدية، والذي تحقق بشكل متزايد في بعض البلدان بناءً على حجج فعالية العلاج، قد قُوض بشكل خطير."وهكذا، اعتقدت منظمة الصحة العالمية أن إدراج فئة النمط الحدي يمثل "حلاً وسطًا براغماتيًا".
يشبه النموذج البديل لاضطرابات الشخصية في الدليل التشخيصي والإحصائي للاضطرابات النفسية، الإصدار الخامس (AMPD) الذي ضُمن في نهاية الدليل التشخيصي والإحصائي للاضطرابات النفسية، الإصدار الخامس نظام اضطراب الشخصية في التصنيف الدولي للأمراض-11، على الرغم من أنه أكبر وأكثر شمولاً. نُظر فيه لإدراجه في التصنيف الدولي للأمراض-11، لكن منظمة الصحة العالمية قررت عدم القيام بذلك لأنه اُعتُبِر "مُعقدًا للغاية بحيث لا يمكن تطبيقه في معظم الأماكن السريرية حول العالم"، حيث كان أحد الأهداف الصريحة لمنظمة الصحة العالمية هو وضع طريقة بسيطة وفعالة يمكن استخدامها أيضًا في الأماكن ذات الموارد المنخفضة.

#### إدمان ألعاب الفيديو
اُضيفت إدمان ألعاب الفيديو (6C51) حديثًا إلى التصنيف الدولي للأمراض 11، ووضعه في مجموعة "الاضطرابات الناتجة عن سلوكيات الإدمان"، جنبًا إلى جنب مع اضطراب المقامرة (6C50). كان هذا الأخير يُسمى المقامرة المرضية (F63.0) في التصنيف الدولي للأمراض 10. بالإضافة إلى إدمان ألعاب الفيديو، يتضمن التصنيف الدولي للأمراض 11 أيضًا الألعاب الخطرة (QE22)، وهي فئة إضافية يمكن استخدامها لتحديد الألعاب الإشكالية التي لا تصل إلى مستوى الاضطراب.
على الرغم من أن غالبية العلماء أيدوا إدراج إدمان ألعاب الفيديو (GD)، فإن عددًا كبيرًا منهم لم يفعل ذلك. ذكر آرسيث وآخرون (2017) أن قاعدة الأدلة التي اعتمد عليها هذا القرار منخفضة الجودة، وأن المعايير التشخيصية لإدمان ألعاب الفيديو متجذرة في تعاطي المواد واضطراب المقامرة على الرغم من أنها ليست متشابهة، وأنه لا يوجد إجماع على تعريف وتقييم اضطراب الألعاب، وأن فئة محددة مسبقًا ستحبس البحث في نهج تأكيدي. تساءل روي وآخرون عما إذا كان ما يسمى "إدمان ألعاب الفيديو" هو في الواقع استراتيجية للتكيف مع المشكلات الكامنة، مثل الاكتئاب أو القلق الاجتماعي أو اضطراب نقص الانتباه مع فرط النشاط. وأكدوا أيضًا على الذعر الأخلاقي، الذي تغذيه القصص الإعلامية المثيرة، وذكروا أن الفئة يمكن أن تُوصِم الأشخاص الذين يمارسون ببساطة هواية غامرة للغاية. كتب بين وآخرون أن فئة اضطراب الألعاب تلبي الصور النمطية الخاطئة للاعبين على أنهم غير لائقين بدنيًا وغير اجتماعيين، وأن معظم اللاعبين ليس لديهم مشاكل في موازنة أدوارهم الاجتماعية المتوقعة خارج الألعاب مع تلك الموجودة داخلها.
دعمًا لفئة إدمان ألعاب الفيديو، وافق لي وآخرون على وجود قيود كبيرة على البحث الحالي، لكن هذا في الواقع يستلزم مجموعة موحدة من المعايير، والتي من شأنها أن تفيد الدراسات أكثر من الأدوات المطورة ذاتيًا لتقييم الألعاب الإشكالية. جادل سوندرز وآخرون بأنه يجب أن يكون إدمان الألعاب في التصنيف الدولي للأمراض 11 تمامًا مثل إدمان المقامرة وإدمان المواد، مستشهدين بدراسات التصوير العصبي الوظيفي التي تُظهر مناطق دماغية مماثلة تُنشط، ودراسات نفسية تُظهر سلائف مماثلة (عوامل الخطر). لم يعتقد كيرالي وديميتروفيتش أن فئة إدمان ألعاب الفيديو ستحبس البحث في نهج تأكيدي، مشيرين إلى أن التصنيف الدولي للأمراض تُنقح بانتظام ويتسم بالتغيير الدائم. وكتبوا أن الذعر الأخلاقي حول اللاعبين موجود بالفعل، لكن هذا لا يحدث بسبب التشخيص الرسمي. لاحظ رومبف وآخرون (2018) أن الوصم هو خطر لا يقتصر على إدمان ألعاب الفيديو وحده. ووافقوا على أن إدمان ألعاب الفيديو يمكن أن يكون استراتيجية للتكيف مع اضطراب كامن، ولكن في هذه المناقشة، "الاعتلال المشترك هو القاعدة في كثير من الأحيان وليس الاستثناء". على سبيل المثال، يمكن أن يكون لدى الشخص اعتماد على الكحول بسبب اضطراب ما بعد الصدمة. في الممارسة السريرية، يجب تشخيص كلا الاضطرابين وعلاجهما. وحذر رومبف وآخرون أيضًا من أن عدم وجود فئة لإدمان ألعاب الفيديو قد يعرض للخطر سداد التأمين للعلاجات.
يتميز الدليل التشخيصي والإحصائي للاضطرابات النفسية (2013) بفئة مماثلة تسمى إدمان ألعاب الفيديو على الإنترنت (IGD). ومع ذلك، بسبب الجدل حول تعريفه وإدراجه، لم تُضمن في متن التشخيصات العقلية الرئيسي، ولكن في الفصل الإضافي "حالات لمزيد من الدراسة". تهدف الاضطرابات في هذا الفصل إلى تشجيع البحث وليس المقصود بها تشخيصها رسميًا.

### الاحتراق النفسي المهني
في مايو 2019، أفادت عدد من وسائل الإعلام بشكل غير صحيح أنه اُضيف "الاحتراق النفسي المهني" حديثًا إلى التصنيف الدولي للأمراض 11. في الواقع، يوجد الاحتراق النفسي المهني أيضًا في التصنيف الدولي للأمراض 10 (Z73.0)، وإن كان ذلك بتعريف قصير من جملة واحدة فقط. يتضمن التصنيف الدولي للأمراض 11 ملخصًا أطول، ويشير تحديدًا إلى أنه يجب استخدام هذه الفئة فقط في سياق مهني. علاوة على ذلك، يجب تطبيقه فقط عند استبعاد اضطرابات المزاج (6A60-6A8Z)، والاضطرابات المرتبطة تحديدًا بالإجهاد (6B40-6B4Z)، واضطرابات القلق أو الخوف (6B00-6B0Z).
كما هو الحال مع التصنيف الدولي للأمراض 10، فإن الاحتراق النفسي المهني ليس في فصل الاضطرابات النفسية، ولكنه في فصل "العوامل المؤثرة في الحالة الصحية أو الاتصال بالخدمات الصحية"، حيث يُرمز بـQD85. ردًا على الاهتمام الإعلامي بإدراجه، أكدت منظمة الصحة العالمية أن التصنيف الدولي للأمراض 11 لا يُعرّف الاحتراق النفسي المهني على أنه اضطراب نفسي أو مرض، ولكنه كظاهرة مهنية تُضعف رفاهية الشخص في مكان العمل.

### الصحة الجنسية
تُعدّ الحالاتُ المُتعلّقةُ بالصحةِ الجنسيةِ فصلًا جديدًا في التصنيف الدولي للأمراض 11. قرّرتْ منظمةُ الصحةِ العالميةِ وضعَ الاضطراباتِ الجنسيةِ في فصلٍ مُنفصلٍ بسببِ "الانقسامِ القديمِ بين العقلِ والجسم". اعتمدَ عددٌ من فئاتِ التصنيف الدولي للأمراض 10، بما في ذلكَ الاضطراباتُ الجنسيةُ، على فصلٍ ديكارتي بين الحالاتِ "العضوية" (الجسدية) و"غير العضوية" (النفسية). على هذا النحو، ضُمنت الاختلالاتِ الجنسيةِ التي اعتُبرتْ غيرَ عضويةٍ في فصلِ الاضطراباتِ العقليةِ، بينما اُدرجت تلكَ التي اعتُبرتْ عضويةً في مُعظمِها في فصلِ أمراضِ الجهازِ البولي التناسلي. في التصنيف الدولي للأمراض 11، يُنظرُ إلى الدماغِ والجسمِ ككُلٍّ مُتكاملٍ، مع اعتبارِ الاختلالاتِ الجنسيةِ مُتعلّقةً بتفاعلٍ بين العواملِ الجسديةِ والنفسيةِ. وهكذا، اُلغي التمييزِ بين العضوي وغير العضوي.

#### الاختلالات الجنسية
فيما يتعلق بالخلل الجنسي العام، يتضمن التصنيف الدولي للأمراض 10 ثلاث فئات رئيسية: نقص أو فقدان الرغبة الجنسية (F52.0)، اضطراب النفور الجنسي وانعدام الاستمتاع الجنسي (F52.1)، وفشل الاستجابة التناسلية (F52.2). يستبدل التصنيف الدولي للأمراض 11 هذه الفئات بفئتين رئيسيتين: خلل الرغبة الجنسية الخاملة (HA00) واضطراب الاستثارة الجنسية (HA01). تتضمن الفئة الأخيرة فئتين فرعيتين: اضطرابات الاثارة الجنسية لدى النساء (HA01.0) وضعف الانتصاب لدى الذكور (HA01.1). الفرق بين خلل الرغبة الجنسية الخاملة وخلل الإثارة الجنسية هو أنه في الحالة الأولى، هناك انخفاض أو غياب للرغبة في النشاط الجنسي. أما في الحالة الأخيرة، فهناك استجابة جسدية وعاطفية غير كافية للنشاط الجنسي، على الرغم من أنه لا تزال هناك رغبة في الانخراط في علاقة جنسية مُرضية. أقرت منظمة الصحة العالمية بوجود تداخل بين الرغبة والإثارة، لكنهما ليسا نفس الشيء. يجب أن تركز الإدارة على سماتهما المميزة.
يحتوي التصنيف الدولي للأمراض 10 على فئات التشنج المهبلي (N94.2)، التشنج المهبلي غير العضوي (F52.5)، عسر الجماع (N94.1)، وعسر الجماع غير العضوي (F52.6). بما أن منظمة الصحة العالمية تهدف إلى الابتعاد عن "الانقسام القديم بين العقل والجسم" المذكور أعلاه، فقد دُمجت الاضطرابات العضوية وغير العضوية. اُعيد تصنيف التشنج المهبلي كاضطراب ألم الاختراق الجنسي (HA20). اُحتفظ بعسر الجماع (GA12). هناك حالة ذات صلة هي ألم الفرج، الموجودة في التصنيف الدولي للأمراض 9 (625.7)، ولكن ليس في التصنيف الدولي للأمراض 10. اُضيفت مرة أخرى إلى التصنيف الدولي للأمراض 11 (GA34.02).
يمكن ترميز الاختلالات الجنسية واضطراب ألم الاختراق الجنسي جنبًا إلى جنب مع مُحدِّد زمني، "مدى الحياة" أو "مكتسب"، ومُحدِّد ظرفي، "عام" أو "ظرفي". علاوة على ذلك، يقدم التصنيف الدولي للأمراض 11 خمسة مُحدِّدات سببية، أو فئات "مرتبطة بـ..." لتحديد التشخيص بشكل أكبر. على سبيل المثال، قد تُشخص امرأة تعاني من مشاكل جنسية بسبب الآثار الضارة لمضاد للاكتئاب من نوع مثبطات استرداد السيروتونين الانتقائية بـ "خلل الإثارة الجنسية لدى الإناث، مكتسب، معمم" (HA01.02) مع "مرتبط باستخدام مواد مؤثرة نفسيًا أو أدوية" (HA40.2).

#### اضطراب الإفراط الجنسي
اُعيد تصنيف حالة فرط النشاط الجنسي (F52.7) من التصنيف الدولي للأمراض 10 إلى اضطراب الإفراط الجنسي (CSBD, 6C72) واُدرج تحت اضطرابات التحكم في الاندفاعات. لم ترغب منظمة الصحة العالمية في الإفراط في توصيف السلوك الجنسي كمرض، مشيرة إلى أن امتلاك دافع جنسي مرتفع ليس بالضرورة اضطرابًا، طالما أن هؤلاء الأشخاص لا يُظهرون ضعفًا في التحكم في سلوكهم، أو ضيقًا كبيرًا، أو خللًا في الأداء. لاحظ شين دبليو كراوس وآخرون أن العديد من الأشخاص يُعرّفون أنفسهم على أنهم "مدمنو جنس"، ولكن عند الفحص الدقيق، لا يُظهرون في الواقع الخصائص السريرية للاضطراب الجنسي، على الرغم من أنهم قد يعانون من مشاكل أخرى في الصحة العقلية، مثل القلق أو الاكتئاب. وذكر كراوس وآخرون أن الشعور بالخجل والذنب بشأن الجنس ليس مؤشرًا موثوقًا به لاضطراب جنسي.
كان هناك جدل حول ما إذا كان ينبغي اعتبار اضطراب الإفراط الجنسي إدمانًا (سلوكيًا). وقد زُعم أن التصوير العصبي يُظهر تداخلًا بين السلوك الجنسي القهري واضطراب تعاطي المواد من خلال أنظمة الناقلات العصبية المشتركة. ومع ذلك، فقد تقرر في النهاية وضع هذا الاضطراب في مجموعة اضطرابات التحكم في الاندفاعات. كتب كراوس وآخرون أنه بالنسبة للتصنيف الدولي للأمراض 11، "وُصي باتخاذ موقف متحفظ نسبيًا، مع الاعتراف بأننا لا نملك حتى الآن معلومات قاطعة حول ما إذا كانت العمليات المتورطِة في تطور واستمرار [اضطراب الإفراط الجنسي] تُعادل تلك التي لوحظت في اضطرابات تعاطي المواد والقمار والألعاب".

#### الاضطرابات الجنسية المثلية
ظلت الاضطرابات الجنسية المثلية، التي كانت تُسمى اضطرابات التفضيل الجنسي في التصنيف الدولي للأمراض 10، موجودة في فصل الاضطرابات النفسية، على الرغم من وجود روابط رمادية لها في فصل الصحة الجنسية. اُزيلت فئتي التصنيف الدولي للأمراض 10 الدكاكيرية الجنسية (F65.0) والتحرشية (F65.1) لأنهما إذا لم تتسببا في ضيق أو ضرر، فلا تعتبران اضطرابات نفسية. اُضيف اضطراب الاحتكاك (6D34) حديثًا.

#### عدم توافق الجنس
يُطلق على اضطراب الهوية الجندرية لدى المتحولين جنسيًا اسم عدم توافق الجنس في التصنيف الدولي للأمراض 11. في التصنيف الدولي للأمراض 10، تتكون مجموعة اضطرابات الهوية الجنسية (F64) من ثلاث فئات رئيسية: التحول الجنسي (F64.0)، والتحولية الجنسية المزدوجة (F64.1)، واضطراب الهوية الجنسية في الطفولة (F64.2). في التصنيف الدولي للأمراض 11، حُذفت التحولية الجنسية المزدوجة بسبب عدم وجود أهمية للصحة العامة أو الأهمية السريرية. اُعيدت تسمية التحول الجنسي إلى عدم توافق الجنس في فترة المراهقة أو البلوغ (HA60)، واُعيدت تسمية اضطراب الهوية الجنسية في الطفولة إلى عدم توافق الجنس في الطفولة (HA61).
في التصنيف الدولي للأمراض 10، وُضعت اضطرابات الهوية الجنسية في فصل الاضطرابات النفسية، اتباعًا لما كان متعارفًا عليه في ذلك الوقت. طوال القرن العشرين، تعامل كل من التصنيف الدولي للأمراض والدليل التشخيصي والإحصائي للاضطرابات النفسية مع صحة المتحولين جنسيًا من منطلق نفسي مرضي، حيث تُظهر الهوية المتحولة جنسيًا تباينًا بين الجنس المُحدد لشخص ما وهويته الجنسية. نظرًا لأن ذلك قد يسبب ضيقًا نفسيًا، فقد اعتبر بالتالي اضطرابًا نفسيًا، مع كون الضيق أو عدم الارتياح سمة تشخيصية أساسية. في العقدين الأولين من القرن الحادي والعشرين، أصبح هذا المفهوم موضع تحدٍ متزايد، حيث اعتقد البعض أن فكرة النظر إلى المتحولين جنسيًا على أنهم يعانون من اضطراب نفسي هي فكرة وصمة. لقد اُقترح أن الضيق والاختلال الوظيفي بين المتحولين جنسيًا يجب أن يُنظر إليهما بشكل أكثر ملاءمة كنتيجة للرفض الاجتماعي والتمييز والعنف تجاه الأفراد الذين لديهم مظهر وسلوك متغيرين جنسيًا. أظهرت الدراسات أن المتحولين جنسيًا أكثر عرضة لخطر الإصابة بمشاكل الصحة العقلية من المجموعات الأخرى، لكن الخدمات الصحية التي تستهدف المتحولين جنسيًا غالبًا ما تكون غير كافية أو معدومة. نظرًا لأن رمز التصنيف الدولي للأمراض الرسمي مطلوب عادةً للوصول إلى رعاية تحديد الجنس وسداد تكلفتها، فقد وجدت منظمة الصحة العالمية أنه من غير المستحسن إزالة صحة المتحولين جنسيًا من التصنيف الدولي للأمراض 11 تمامًا. لذلك، تقرر نقل المفهوم من فصل الاضطرابات النفسية إلى فصل الصحة الجنسية الجديد.

### مقاومة مضادات الميكروبات ونظام الترصد العالمي لمضادات الميكروبات (GLASS)
وُسعت المجموعة المتعلقة بترميز مقاومة مضادات الميكروبات بشكل ملحوظ من التصنيف الدولي للأمراض - 10 إلى التصنيف الدولي للأمراض - 11. كما أن رموز التصنيف الدولي للأمراض - 11 تتوافق بشكل أوثق مع النظام العالمي لترصد مقاومة مضادات الميكروبات (GLASS) التابع لمنظمة الصحة العالمية. يهدف هذا المشروع، الذي أُطلق في أكتوبر 2015، إلى تتبع المقاومة العالمية المتزايدة للكائنات الدقيقة الضارة (الفيروسات والبكتيريا والفطريات والأوليات) ضد الأدوية.

### الطب التقليدي
"الفصل التكميلي شروط الطب التقليدي - الوحدة الأولى" هو فصل إضافي في التصنيف الدولي للأمراض-11. يتكون من مفاهيم يُشار إليها عادةً بالطب الصيني التقليدي، على الرغم من أن منظمة الصحة العالمية تُفضل استخدام مصطلح الطب التقليدي الأكثر عموميةً وحياديةً. العديد من العلاجات والأدوية التقليدية التي نشأت في الأصل من الصين لها أيضًا تاريخ طويل من الاستخدام والتطوير في اليابان (كامبو)، وكوريا (كوريو)، وفيتنام (تيفيام). الإجراءات الطبية التي يمكن تصنيفها على أنها "تقليدية" لا تزال تُستخدم في جميع أنحاء العالم، وهي جزء لا يتجزأ من الخدمات الصحية في بعض البلدان. وجدت دراسة استقصائية أجرتها منظمة الصحة العالمية عام 2008 أن "[في] بعض البلدان الآسيوية والأفريقية، يعتمد 80٪ من السكان على الطب التقليدي للرعاية الصحية الأولية". أيضًا، "[في] العديد من البلدان المتقدمة، استخدم 70٪ إلى 80٪ من السكان شكلًا من أشكال الطب البديل أو التكميلي (مثل الوخز بالإبر)".
من عام 2003 إلى عام 2007 تقريبًا، طورت مجموعة من الخبراء من مختلف البلدان المصطلحات القياسية الدولية لمنظمة الصحة العالمية بشأن الطب التقليدي في إقليم غرب المحيط الهادئ، أو ببساطة IST. في السنوات التالية، واستنادًا إلى هذه التسمية، أنشأت المجموعة التصنيف الدولي للطب التقليدي، أو ICTM. اعتبارًا من فبراير 2023، الوحدة الأولى، التي تسمى أيضًا TM1، هي الوحدة الوحيدة من ICTM التي اُصدرت. ذكر موريس، غوميز، وآلين أن الوحدة الثانية ستغطي الأيورفيدا، وأن الوحدة الثالثة ستغطي المعالجة المثلية، وأن الوحدة الرابعة ستغطي "أنظمة الطب التقليدي الأخرى ذات الظروف التشخيصية المستقلة بطريقة مماثلة". ومع ذلك، لم تُنشر هذه الوحدات بعد، وأشار سينغ وراستوجي إلى أن هذا "يُبقي التكهنات مفتوحة حول ما يشمله بالفعل النطاق الحالي لـ ICTM".
انتقد القرار بإدراج الطب التقليدي في التصنيف الدولي للأمراض-11، لأنه يُزعم غالبًا أنه علم زائف. اعترفت افتتاحيات نُشرت في نيتشر ومجلة العلوم الأمريكية بأن بعض تقنيات وأعشاب الطب التقليدي أظهرت فعالية أو إمكانات، لكن البعض الآخر عديم الفائدة، أو حتى ضار بشكل صريح. وكتبوا أن إدراج فصل الطب التقليدي يتعارض مع الأساليب العلمية القائمة على الأدلة التي تستخدمها منظمة الصحة العالمية عادةً. اتهمت كلتا الافتتاحيتين حكومة الصين بدفع منظمة الصحة العالمية لدمج الطب الصيني التقليدي، وهو سوق عالمي بمليارات الدولارات تلعب فيه الصين دورًا رائدًا. ذكرت منظمة الصحة العالمية أن فئات TM1 "لا تشير إلى - أو تُؤيّد - أي شكل من أشكال العلاج"، وأن إدراجها يهدف في المقام الأول إلى الأغراض الإحصائية. يُوصى باستخدام رموز TM1 جنبًا إلى جنب مع مفاهيم الطب الغربي في الفصول 1-25 من التصنيف الدولي للأمراض-11.

### تغييرات أخرى
تشمل التغييرات الملحوظة الأخرى في التصنيف الدولي للأمراض-11 ما يلي:
- تُصنف السكتة الدماغية الآن كاضطراب عصبي بدلاً من كونها مرضًا في الجهاز الدوري.[68]
- تُرمز الحساسية الآن ضمن أمراض الجهاز المناعي.[68]
- في التصنيف الدولي للأمراض-10، مُيز بين اضطرابات النوم (G47)، المُدرجة في فصل أمراض الجهاز العصبي، واضطرابات النوم غير العضوية (F51)، المُدرجة في فصل الاضطرابات النفسية. في التصنيف الدولي للأمراض-11، دُمجت ووُضعت في فصل جديد يُسمى اضطرابات النوم والاستيقاظ، حيث يُعتبر الفصل بين الاضطرابات العضوية (الجسدية) وغير العضوية (النفسية) قديمًا.
- "القسم التكميلي لتقييم الأداء الوظيفي" هو فصل إضافي يُقدم رموزًا للاستخدام في جدول تقييم الإعاقة لمنظمة الصحة العالمية 2.0 (WHODAS 2.0)، والمسح النموذجي للإعاقة (MDS)، والتصنيف الدولي لتأدية الوظائف والعجز والصحة (ICF).[69][70]

## روابط خارجية
- القناة الرسمية على اليوتيوب
- تصنيفات ومصطلحات WHO-FIC
- منصة صيانة WHO-FIC
- الصفحة الرئيسية للتصنيف الدولي للأمراض-11
  - متصفح ICD-11 لإحصائيات الوفيات والأمراض (ICD-11 لـ MMS)